# Alex Antônio de Melo Santos
Alex Antônio de Melo Santos (Diamantina, Brazil, 16. travnja 1983.) je brazilski umirovljeni nogometaš koji je zadnje nastupao za japanski klub Kamatamare Sanuki. Igrač je poznat i kao Alex.
Pozicija Alexa je bila u obrani, odnosno kao lijevi bek.